# Мокіївці

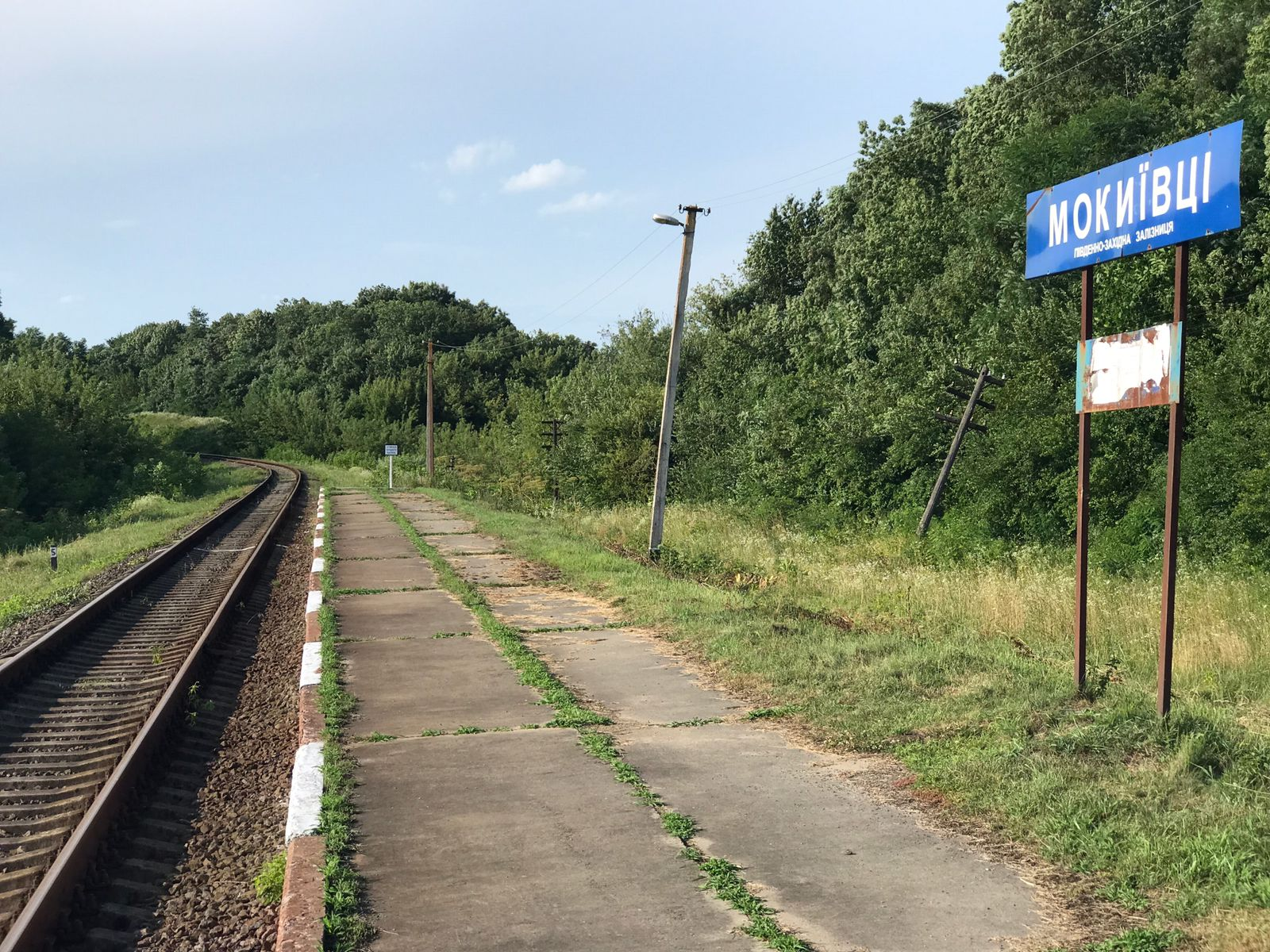
Зупинний пункт Мокіївці.

Мо́кіївці — село в Україні, у Ленковецькій сільській територіальній громаді Шепетівського району Хмельницької області. Населення становить 870 осіб.

## Географія
Селом протікає річка Припутинка, права притока Горині.

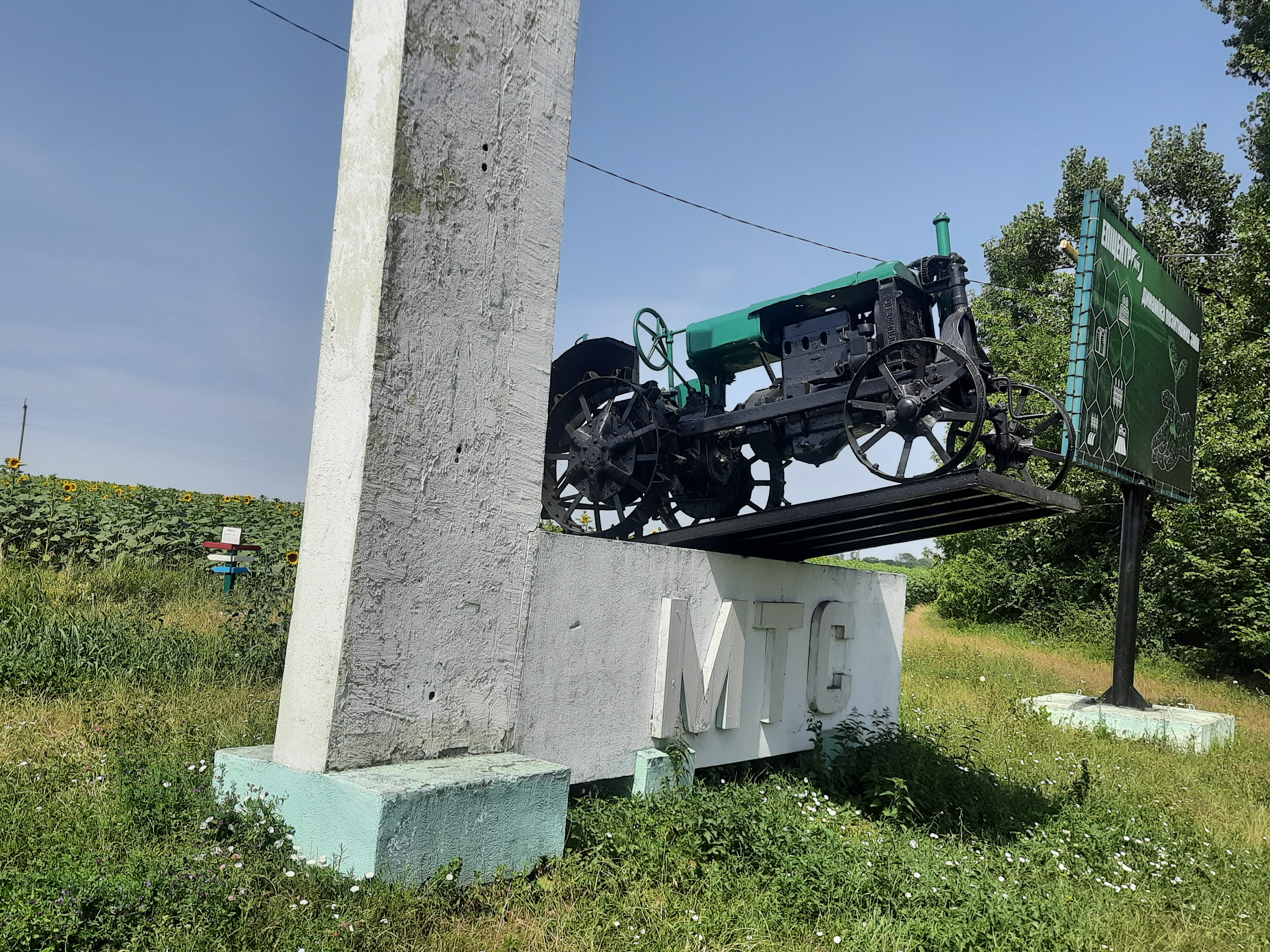
Трактор-пам'ятник встановлений на трасі неподалік села

## Історія
Село під іменем Мокіївка Заславської волості Луцького повіту, згадується в акті від 7 грудня 1601 року, — в звіті возних Волинського воєводства Криштофа Щуки та Станіслава Янковського Луцькому міському суду про огляд ними містечок і сіл Луцького повіту, знищених татарами в 1589 році, серед цих сіл згадується і Мокіївка.
7 (20) листопада 1917 року, відповідно до Третього Універсалу Української Центральної Ради, увійшло до складу Української Народної Республіки.

## Населення

### Мова
Розподіл населення за рідною мовою за даними перепису 2001 року:
| Мова            | Кількість | Відсоток |
| --------------- | --------- | -------- |
| українська      | 855       | 98.28%   |
| російська       | 9         | 1.03%    |
| ромська         | 2         | 0.23%    |
| вірменська      | 2         | 0.23%    |
| болгарська      | 1         | 0.11%    |
| інші/не вказали | 1         | 0.12%    |
| Усього          | 870       | 100%     |